# Паллерт
Паллерт (нід. Pallert) — селище в нідерландській провінції Гронінген на кордоні з Німеччиною. Входить до муніципалітету Вестерволде.
Його площа становить 0,85км², а населення станом на 2021 рік складало 60 осіб.
Перша згадка про населений пункт датується 1899 роком.